# اورلاندو: یک بیوگرافی
اورلاندو: یک بیوگرافی رمانی از ویرجینیا وولف است که نخستین بار در ۱۱ اکتبر ۱۹۲۸ منتشر شد. رمانی جسور الهام گرفته از گذشتهٔ پرتلاطم دوست خانوادگی وولف، شاعر و رمان‌نویس اشرافی ویتا سکویل-وِست است. این رمان یکی از رمان‌های محبوب و قابل دسترس وولف به عنوان تاریخی از ادبیات انگلیسی در فرم هجو است. کتاب ماجراجویی‌های زندگی یک شاعر و تغییر جنسیت وی از مرد به زن و دیدار با شخصیت‌های کلیدی تاریخ ادبیات انگلیسی را بیان می‌کند. با درنظرگرفتن آن به عنوان اثر کلاسیک فمنیستی، کتاب به صورت گسترده توسط دانشمندان سبک نوشتار زنانگی، مطالعات جندر و ترانسجندر نوشته شده‌است.
چندین اقتباس از اثر وجود دارد: تاتری مشترک توسط رابرت ویلسون (کارگردان) و نویسنده دِرل پینکنی در سال ۱۹۸۹. اقتباس فیلمی آن در سال ۱۹۹۲ با شرکت تیلدا سوئینتن به عنوان اورلاندو پخش شد. اقتباس دیگر تاتر، که برای اولین بار در شهر نیویورک توسط سارا رول در سال۲۰۱۰ بر روی صحنه آمد.